# Catostomini
Tribu
Les Catostomini sont une tribu de poissons téléostéens.

## Liste des genres
Selon ITIS (15 juillet 2019) :
- Catostomus Lesueur, 1817 - meuniers
- Chasmistes Jordan, 1878
- Deltistes Seale, 1896
- Xyrauchen Eigenmann & Kirsch in Kirsch, 1889

## Publication originale
- (en) Carl Leavitt Hubbs, « Materials for a Revision of the Catostomid Fishes of Eastern North America », Miscellaneous publications. Museum of Zoology, University of Michigan, Ann Arbor, Inconnu, vol. 20,‎ 30 avril 1930, p. 1-47 (ISSN 0076-8405, OCLC 1607508, lire en ligne).